# Красницький
Красни́цький (тат. Красницки, рос. Красницкий) — селище в Зеленодольському районі Республіки Татарстан (Росія). Входить до складу Новопольського сільського поселення.
Розташоване за 19 км на схід від районного міста Зеленодольськ. Найближчі населені пункти — селище Новопольський, яке лежить майже упритул (за кілька сотень метрів від західної околиці), та селище Дубровка, розташоване за 1 км на південний схід від Красницького. За 1 км на південь від селища прокладено автомагістраль Казань — Нижній Новгород (А295). З північного боку до цього населеного пункту прилягають терени Раїфської ділянки Волзько-Камського біосферного заповідника. Населення складають росіяни.
Засноване у 1920-х роках. Спочатку входило до Арського кантону Татарської АРСР. Надалі селище неодноразово міняло адміністративне підпорядкування: з 14 лютого 1927 року було в складі Воскресенського району, з 1 серпня 1927 року — Казанського, з 4 серпня 1938 року — Юдинського, з 16 липня 1958 року і дотепер — у складі Зеленодольського району. Оскільки Красницький протягом усієї своєї історії залишався малонаселеним, то в ньому існує лише одна вулиця — вулиця Миру.